# Риньи-ле-Феррон
Риньи́-ле-Ферро́н (фр. Rigny-le-Ferron) — коммуна во Франции, находится в регионе Шампань — Арденны. Департамент — Об. Входит в состав кантона Экс-ан-От. Округ коммуны — Труа.
Код INSEE коммуны — 10319.
Коммуна расположена приблизительно в 120 км к юго-востоку от Парижа, в 100 км юго-западнее Шалон-ан-Шампани, в 35 км к западу от Труа.

## Население
Население коммуны на 2008 год составляло 374 человека.
| 1962 | 1968 | 1975 | 1982 | 1990 | 1999 | 2008 |
| ---- | ---- | ---- | ---- | ---- | ---- | ---- |
| 488  | 501  | 379  | 347  | 296  | 337  | 374  |

## Экономика
В 2007 году среди 207 человек в трудоспособном возрасте (15—64 лет) 132 были экономически активными, 75 — неактивными (показатель активности — 63,8 %, в 1999 году было 57,9 %). Из 132 активных работали 112 человек (65 мужчин и 47 женщин), безработных было 20 (11 мужчин и 9 женщин). Среди 75 неактивных 17 человек были учениками или студентами, 29 — пенсионерами, 29 были неактивными по другим причинам.

## Достопримечательности
- Церковь Сен-Мартен (XIII век). Памятник истории с 1910 года[3]

## Фотогалерея
- Церковь Сен-Мартен
- Мэрия
- Военный мемориал
- Карта коммуны